# Boris Iliodorowitsch Rossinski
Boris Iliodorowitsch Rossinski (russisch Борис Илиодорович Россинский; * 27. Apriljul. / 9. Mai 1884greg. in Moskau; † 23. März 1977 ebenda) war ein russisch-sowjetischer Testpilot.

## Leben
Rossinskis Großvater Iwan Leontjewitsch Rossinski (1788–1831) war im Französisch-Russischen Krieg 1813 an den Belagerungen Hamburgs und Magdeburgs beteiligt. Rossinskis Vater Iliodor Iwanowitsch Rossinski (1827–1886) nahm im Krimkrieg an der Verteidigung Sewastopols teil und wurde 1869 Inspektor des Moskauer Kaiserlichen Waisenhauses. Bei Rossinskis Taufe in der Epiphanien-Kathedrale zu Jelochowo war der reiche Kaufmann und Mäzen Dawid Iwanowitsch Chludow ein Taufpate. Nach dem frühen Tod des Vaters sorgte die Mutter Olga Jefimowna (1853–1949) für die höhere Bildung ihrer fünf Kinder. Wegen der unzureichenden Witwenpension übernahm sie Näharbeiten und die Kinder halfen im Haushalt.
Rossinski besuchte in Moskau die Woskressenski-Realschule (1893–1902) und die Fiedler-Realschule der Reformierten Kirche (1902–1904). Er interessierte sich für die Luftfahrt, besuchte das Polytechnische Museum und hörte eine Vorlesung Nikolai Jegorowitsch Schukowskis, der Otto Lilienthals Gleitflugversuche beschrieb. Rossinski baute sich einen großen Drachenflieger, mit dem er vergeblich zu fliegen versuchte. Schukowski empfahl ihm die Eingangsprüfung für das Studium an der Kaiserlichen Moskauer Technischen Hochschule (IMTU), an der er lehrte. 1904–1911 studierte Rossinski an der IMTU und war 1908–1909 aktives Mitglied des Schukowski-Segelflug-Arbeitskreises. Zusammen mit dem Kommilitonen und Fabrikantensohn Ljamin konstruierte und baute er in dessen Datsche in Tscherkisowo bei Puschkino ein Segelflugzeug eigener Konstruktion mit Bambusstäben aus einer Möbelfabrik. Nach den ersten missglückten Flugversuchen wurde die Konstruktion immer weiter verbessert. Am 29. November 1908 startete Rossinski vom hohen Ufer der Kljasma mit dem Segelflugzeug von einem Bobschlitten, den Ljami den steilen Abhang hinunter steuerte, flog über den Fluss und landete auf dem anderen Ufer. Schukowski schlug vor, diesen Flug von der Kommission des Segelflug-Arbeitskreises der IMTU registrieren zu lassen, so dass Rossinski am 29. November 1909 vor den Kommissionsmitgliedern den Flug am selben Ort wiederholte.
Im Sommer 1910 ging Rossinski auf Drängen Schukowskis nach Frankreich, um in Pau in Louis Blériots Flugschule das Fliegen zu lernen. Zunächst machte er jedoch ein Praktikum in dem Flugmotorenwerk Anzani Moteurs d’Aviation in Courbevoie. Auf dem Flugplatz Issy-les-Moulineaux lernte er Lenin und Krupskaja kennen. Die Ausbildung bei Blériot schloss Rossinski so erfolgreich ab, dass er zum Abschied eine Blériot XI geschenkt bekam.
Nach der Rückkehr baute Rossinski im Spätsommer 1910 auf dem Moskauer Flugplatz auf dem Chodynkafeld einen Hangar und führte Flugschauen in Moskau, Borissoglebsk, Twer, Lipezk, Tula und anderen Städten durch. Am 8. September 1910 führte eine Windbö auf dem Hippodrom Tula zum Absturz, so dass Rossinski lange an seiner Wirbelsäulenverletzung litt. Am Ende des Sommers 1910 eröffnete er auf dem Flugplatz auf dem Chodynkafeld eine Blériot-Flugschule. Seine eigene Flugausbildung schloss er am Ende des Sommers 1911 formal mit einem Kurs mit einer Farman IV in Adam Metschislawowitsch Gaber-Wlynskis Flugschule ab. Rossinskis Flugschau am 29. April 1912 auf dem Hippodrom Borissoglebsk gab den Anstoß für die Gründung der Flugschule Borissoglebsk 1922. Am 29. Juni 1912 führte er mit einer Farman IV in Lefortowo seinen ersten Moskau-Flug über den versammelten Arbeitern der Dux Fahrradwerke und des Goujon-Werks und den Sucharew-Turm im Tiefflug durch.
1912 wurde Rossinski Testpilot des Dux-Werks, in dem nun in zunehmendem Maße Flugzeuge gebaut wurden (hauptsächlich Farmans, Morane-Saulniers, Nieuports u. a.). Er erprobte mehr als 1500 Maschinen. Während des Ersten Weltkriegs prüfte er bis zu 6 Maschinen pro Tag. 1914 war er Ausbilder an der Moskauer Militärflugschule.
Am 21. Juli 1913 flog er mit einer Nieuport mit einer durchschnittlichen Geschwindigkeit von 100 Werst pro Stunde vom Chodynkafeld nach Zarizyno im Süden Moskaus und zurück: in einer Höhe von 400 m warf er an einem Fallschirm bei der Christ-Erlöser-Kathedrale einen Brief an Ignatjew ab, über dem Kursker Bahnhof erreichte er eine Höhe von 1000 m und über Zarizyno warf er an einem Fallschirm einen Gruß an die Zarizynoer mit seiner Visitenkarte ab. Am 23. Mai 1914 flog er mit seiner Blériot XI zur Beerdigung seines Lehrers Alexander Pawlowitsch Gawrilenko und warf über dem Grab Blumen ab, als Schukowski sich mit etwas Erde von seinem Freund verabschiedete.
Nach der Oktoberrevolution war Rossinski von Dezember 1917 bis Februar 1918 Vorsitzender des Militärrevolutionären Komitees für Luftfahrt. Dann wurde er Chef des sogenannten fliegenden Laboratoriums, dessen Forschungsarbeit von Schukowski geleitet wurde. Am 1. Mai 1918 nach der ersten Militärparade der Roten Armee und Rossinskis Flugschau auf dem Chotynkafeld mit 18 Loopings wurde Rossinski zu Lenin aufs Podium geholt, der ihn als Großvater der russischen Luftfahrt lobte. Am 1. Jahrestag der Oktoberrevolution flog Rossinski mit einer Sopwith über den Roten Platz mit dem Fluggast Alexander Jakowlewitsch Arossew, der Flugblätter abwarf.
Als im Russischen Bürgerkrieg die Rote Armee am 18. März 1919 bei Beresiwka vier Renault-FT-Panzer erbeutete und einen nach Moskau als Geschenk an Lenin schickte, gelang es Rossinski mit zwei Assistenten, den Panzer mit dem unbekannten Motor mit einem passenden Benzingemisch in Betrieb zu setzen, so dass er als erster sowjetischer Panzerfahrer in der Maiparade 1919 mit diesem Panzer mitfuhr. Im Sommer 1919 erfand Rossinski wegen der Benzinknappheit die Benzinmischung mit 10 % Äther. Am Ende des Sommers 1919 ging er als Freiwilliger an die Russische Bürgerkriegsfront. Vom 10. August 1919 bis zum 19. September 1919 flog er in einer Sondergruppe mit dem Jagdflugzeug Nieuport XXIV Einsätze gegen die weißen Kavallerieeinheiten Konstantin Konstantinowitsch Mamontows.
Am 24. April 1920 führte Rossinski mit einer Sopwith mit 120-PS-Motor mit seinem Benzingemisch den Flug Moskau-Nischni Nowgorod-Kasan-Samara und zurück durch. Bei der Zwischenlandung in Nischni Nowgorod lernte er Waleri Pawlowitsch Tschkalow kennen, der dort als Schlosser im 4. Flugkommando arbeitete. 1921 entwickelte Rossinski ein Projekt für eine Expedition zum Nordpol mit Landung auf dem Treibeis, das Fridtjof Nansen begrüßte.
Am 11. November 1934 wurde Rossinski persönlicher Pensionär der UdSSR mit einer Pension von 600 Rubel. Von 1937 bis 1941 beteiligte er sich mit Flugschauen mit seiner U-2 an der Werbung für den Aufbau der Luftflotte. 1937 wurde er nach Loopings über dem Achun-Berg zum Pionier des Kurorts Sotschi ernannt. Nach Beginn des Deutsch-Sowjetischen Kriegs wurde er zur Luftfahrtsondereinheit abgeordnet, aber an die Front kam er nicht mehr. Als er 1962 beantragte, in die KPdSU aufgenommen zu werden, wurde er direkt Vollmitglied der Partei ohne vorherigen Kandidatenstatus.
Rossinski war verheiratet mit Anfissa Sergejewna Natruskina und hatte keine Kinder. Er wurde auf dem Nowodewitschi-Friedhof begraben.

## Ehrungen
- Orden des Roten Banners der Arbeit der RSFSR Nr. 75 mit von Michail Iwanowitsch Kalinin unterschriebener Urkunde (1923)
- Verdienter Zivilpilot der UdSSR und Ehrenausbilder der Luftfahrthochschule mit persönlicher Pension, Morane-Saulnier-Eindecker mit der Inschrift Großvater Rossinski auf den Flügeln, Automobil und einer Prämie von 300 Goldtscherwonzen (1923)[3]
- Persönliches Flugzeug U-2 als Geburtstagsgeschenk (1934)
- Orden des Roten Banners der Arbeit der UdSSR (1934)[1]
- Medaille „Für die Verteidigung Moskaus“ (1944)
- Leninorden (1944)[1]
- Tscheka-Jubiläumsmedaille (1967)